# Che la festa cominci...
Che la festa cominci... (Que la fête commence) è un film del 1975 diretto da Bertrand Tavernier.
Opera di genere storico, vinse quattro premi nella prima edizione dei Premi César.

## Riconoscimenti
- Premi César 1976 (su 7 candidature)
  - miglior regista
  - miglior sceneggiatura
  - miglior attore non protagonista (Jean Rochefort)
  - miglior scenografia